# イボタノキ属
イボタノキ属（学名：Ligustrum、英: Privet）は、ヨーロッパ、北アフリカ、アジア、オーストラリアが原産の植物の属。常緑樹、半常緑樹、落葉樹の種があり、低木である。亜種、雑種を含めて40-50の種が知られている。モクセイ科 (Oleaceae) に属する。中国、ヒマラヤ、日本、台湾には多くの種が分布する。
日本にはサイコクイボタ、ネズミモチ、オキナワイボタ、ムニンネズミモチ、イボタノキ、オオバイボタ、トゲイボタ、ミヤマイボタが自然分布する。
ヨーロッパでprivetといえば、元々は半常緑樹の低木Ligustrum vulgareであった。生垣として使われることが多く、privetの名称もプライベート (private) から来ている。近年では日本原産で常緑樹であるLigustrum ovalifolium（オオバイボタ、Japanese privet）が使われることが多い。

## 種名と分布一覧
- Ligustrum angustum  中国 (syn L. leucanthum )
- L. australianum オーストラリア北東部[1]
- L. caeruleum [1]
- L. compactum  ヒマラヤ・南西中国 (syn L. chenaultii )
- L. confusum  ヒマラヤ・カーシ丘陵
- L. cumingianum  フィリピン[1]
- L. delavayanum  中国南西部・ミャンマー
- L. expansum  中国
- L. fengjieense 中国[1]
- L. foliosum 朝鮮半島[1]
- L. glomeratum  ニューギニア[1]
- L. gracile 中国
- L. guangdongene  中国 [1]
- L. henryi 中国中央部
- L. ibota (サイコクイボタ) 日本・朝鮮半島[1]
- L. japonicum (ネズミモチ) 日本・中国・台湾・朝鮮半島(syn L. amamianum )[1]
- L. leucanthum  中国(syn. L. longitubum )
- L. lianum 中国 (syn. L. yunguiense )
- L. lindleyi 　アッサム・ミャンマー(syn. L. massalongianum )
- L. liukiuense (オキナワイボタ) 日本（琉球固有）[1]
- L. lucidum (トウネズミモチ) ヒマラヤ・中国・日本・朝鮮半島
- L. mellosum [1]
- L. micranthum  (ムニンネズミモチ) 日本（小笠原固有）[1]
- L. minii 　インド南部[1]
- L. morrisonense 台湾
- L. myrsinites  アッサム[1]
- L. nepalense  ヒマラヤ・ミャンマー[1]
- L. novoguineense  ニューギニア[1]
- L. obovatilimbum  中国
- L. obtusifolium (syn L. amurense ; イボタノキ) 東アジア
- L. ovalifolium (オオバイボタ) (Japanese privet) 日本(syn. L. hisauchii (オカイボタ)
- L. parvifolium [1]
- L. pricei (en) 台湾・中国 (syn. L. pedunculare [1])
- L. punctifolium [1]
- L. quihoui 中国
- L. retusum 中国
- L. robustum (苦丁茶としても飲まれる。世界の侵略的外来種ワースト100) 中国
- L. salicinum [1]
- L. sempervirens 中国西部
- L. sinense  (Chinese privet) 中国・台湾・ヒマラヤ・インドシナ(syn. L. indicum , syn. L. microcarpum )
- L. stenophyllum [1]
- L. strongylophyllum 中国中央部
- L. tamakii (トゲイボタ) 日本（琉球固有）環境省RLでCR
- L. tenuipes 中国
- L. tschonoskii (ミヤマイボタ) 日本・樺太[1]
- L. undulatum [1]
- L. vulgare  (European privet、セイヨウイボタ) ヨーロッパ・北西アフリカ・南西アジア
- L. xingrenense 中国

出典: